# Уейърис Дайри
Уейърис Дайри (на сомалийски: Waris Diiriye; на арабски: واريس ديري) е сомалийско-австрийска актриса, моден модел, социална активистка и писателка на бестселъри в жанра съвременен роман. В България е издавана и като Уерис Диъри.

## Биография и творчество
Уейърис Дайри е родена през 1965 г. в Галкайо, Сомалия, в многодетно номадско семейство. На 13 години избягва в Могадишу, за до не бъде омъжена за 60-годишен мъж, бракът, с който е уреден от родителите ѝ. Живее за няколко години със семейството на сестра си. После се премества в Лондон, за да работи при чичо си, който е посланик на Сомалия там. След приключване на мандата му тя остава в града, въпреки опасността от екстрадиране, намира различни работни места, като домашна помощничка и кухненски работник в Макдоналдс, и посещава вечерни курсове за изучаване на английски език.
През 1983 г. красотата ѝ е открита от британския моден фотограф Терънс Донован, който я снима за годишния календар на „Пирели“ през 1987 г. През същата година играе и малка роля във филма за Джеймс Бонд „Живите светлини“. С това стартира бързата ѝ и успешна кариера на модел за известни модни марки („Шанел“, „Леви Щраус&Ко“, „Лореал“, „Ревлон“) и списания („Ел“, „Блясък“, „Вог“). През 1995 г. участва в документалния филм на Би Би Си „A Nomad in New York: The Day That Changed My Life“ отразяващ кариерата ѝ на модел.
През март 1996 г. в интервю за списание „Мари Клер" за първи път говори за направеното ѝ на 5 г. обрязване на гениталиите, заедно с двете ѝ сестри. Съгласно африканските традиции то се прилага ежегодно на около 2 милиона малки момиченца в Африка, което, освен че е изключително опасно, ги обрича никога да не изпитат сексуално удоволствие. Интервюто предизвиква значителен медиен дебат и интерес към проблема. От 1997 г. тя изоставя кариерата си на модел и до 2003 г. е назначена за специален посланик на ООН по правата на жените.
Съдбата си Уейърис описва в книгата „Пустинно цвете“, която е издадена през 1998 г. и веднага става световен бестселър. През 2009 г. романът е екранизиран в едноименния филм с участието на етиопския супермодел Лия Кебеде. Филмът печели наградата на Баварския филмов фестивал за най-добър филм и наградата на публиката на Филмовия фестивал в Сан Себастиян.
Следват още няколко успешни романа, а романът ѝ „Desert Children“ става част от европейската кампания срещу женското обрязване и осакатяване. За активната си дейност за правата на жените е удостоена с множество награди.
През 2002 г. във Виена основава във Виена Фондация „Desert Flower“, която работи за повишаване на информираността на обществото за опасностите от женското обрязване, а впоследствие и за набирането на средства за училища и клиники в Сомалия. През 2005 г. тя получава австрийско гражданство и се премества да живее във Виена. През 2009 г. участва, заедно с Франсоа-Анри Пино и съпругата му Салма Хайек, в основаването на корпоративната Фондация „PPR“.
През 2010 г. е назначена за посланик за годината на мира и сигурността на Африканския съюз.
Уейърис Дайри живее във Виена, Австрия, и в Гданск, Полша.

## Произведения

### Самостоятелни романи
- Desert Flower (1998)
Пустинно цвете, изд. „Емас“ (2001), прев. Красимира Матева
- Desert Dawn (2004) – с Жан Дхаем
Пустинни мечти, изд. „Venus press“ (2003), прев.
- Desert Children (2005)
- Letter to my mother (2007)
- Schwarze Frau, weißes Land (2010)

### Екранизации
- 2009 Desert Flower

### Филмография
- 1987 The Living Daylights – като Уейрис Уолш
- 1995 A Nomad in New York: The Day That Changed My Life – документален филм